# Laufenauer Károly
Laufenauer Károly (Székesfehérvár, 1848. június 23. – Budapest, 1901. április 27.) orvos- és sebészdoktor, szülészmester, egyetemi tanár, a Magyar Tudományos Akadémia levelező tagja (1891).

## Életútja
Gimnáziumi tanulmányait szülőhelyén, az egyetemet Budapesten végezte. 1873-ban nyerte el az orvosi és sebészdoktori, valamint a szülészmesteri oklevelet. 1873-től 1876-ig a Schwartzer elme- és ideggyógyintézetében működött; 1876-77-ben egy évet egyetemi ösztöndíjjal külföldön töltött és Bécsben Meynert klinikáján agyszövettannal, Berlinben pedig Westphal klinikáján ideggyógyászattal foglalkozott. 1878-ban egyetemi magántanári képesítést szerzett az elmekór- és gyógytanból; ezután a lipótmezei elmegyógyintézetben működött mint másodorvos. 1881-ben a fővárosi Szent Rókus Kórházban rendelő orvossá, 1882-ben pedig az újonnan rendszeresített elmekór- és gyógytani tanszékre rendkívüli tanárrá nevezték ki. 1891-ben rendes tanárrá lépett elő és ugyanezen alkalommal tanítási jogosítványát az idegbajokra is kiterjesztették; ugyanezen év május 8-án a Magyar Tudományos Akadémia levelező tagjának választotta. Szent János kórházi rendelő orvos, a budapesti királyi orvosegylet, a közegészségi egyesület és a Királyi Magyar Természettudományi Társulat rendes és választmányi tagja; a bécsi elmekórtani társulatnak és a magyar jogász-egylet börtönügyi bizottságának rendes, a párizsi société mèdico-psychologique levelező tagja volt. 1894-ben a VIII. nemzetközi közegészségügyi és demográfiai kongresszuson (szeptember 1-9-én Budapesten) a testi és szellemi fogyatkozások statisztikájával foglalkozó szakosztályának elnöke volt. Kutatásait a hisztéria, neuraszténia, a hipnózis és az epilepszia témakörében végezte.

## Írásai
Cikkei az Orvosi Hetilapban (1875. A stubi colonia, 1876. A tejsav mint altató szer, Adatok a bromkalium hypnoticus hatásához, Bromnatrium mint hypnoticum, Az agybujakór gyógykezeléséről, előadás a bécsi elmekórtani társulatban, A typhus viszonya az elmebántalmakhoz, Az elmebetegek ütérdagos edényelfajulásainak casuistikájához, 1877. Kettős hidképződés: a kisagy összefüggése a nagy agygyal, Az iszákos rezgőrjöngők fehérnyevizelése, Az elsődleges téboly kérdésének jelenlegi álláspontjáról, Néhány szó a hazai elmekórtani oktatás tárgyában, Úti levelek, 1878. Közlemények a szent Rókus-kórház elmebeteg figyelő osztályáról, Paraphasia egy esete, 1879. A terj. hűdéses butaság kórképe, kóroktana és kórboncztana, Az agy, kisagy, nyúlt- és gerinczagy idegelemeinek elváltozásáról elmebetegeknél, Az epilepsia és az epilepticus elmebántalmak kórboncztanáról, 1880. Az agy összes súlya tekintettel a magyar népre, a nemre, életkorra és elmekór formákra, További adatok az epilepsia kórboncztanához, előleges közlemény, Kórszövettani közlemények a gerincagy bántalmaiból elmebetegeknél, 1881. Az agykérgi epilepsiáról, A mikrocephalokról, A másodlagos terj. hüd. butaságról, 1882. A katakonicus tébolyodottságról, A másodlagos terjedő hüdéses butaságról, 1883. Agyi féloldali hűdés esete, táplálkozási zavarok és agykérgi nehézkór kíséretében, 1885. Elalvási rohamok a hyst. epilepticus neurosis kapcsán, 1886. Hysterikus paraplegia auto-suggestio folytán, 1887. Figyermekek hystero-epilepsiájáról, 1890. A chorea gravis kórképe és szövettana); az Orvosi Hetilap Közegészségügyi mellékletében (1876. A magyarországi elmebetegek közép élettartama, 1881. A somnambulismusról, A gonosztevők agyfelületének alkatáról, 1883. Siketnémaság és beszámíthatóság, 1884. Budapest öngyilkossági statisztikája, Törvényszéki lélektani casuistica); a Közegészségügyi Lapokban (1876. Az elmebeteg figyelő osztályok berendezéséről, A vérrokonok közeli házasság egészségügyi szempontból, Elmebetegügy a katonai sorozásoknál); a Pesti Naplóban (1876. Néhány szó az idiota intézetek tárgyában, 1897. 89. és köv. sz. Idegesség a családi életben); az Orvosegyleti Évkönyben (1882.) A mandolamag betegségeiről, előadás jan. 24., 1884. A hypnotismus tüneményeiről hyst. epilepticus nőknél, Három hysteriás beteg demonstratiója, előadás ápr. 19., Súlyos hysteria egy este, előadás máj. 3., Három kórboncz- és szövettani készítmény demonstratiója, előadás ápr. 19. 1885. Az idiomuscularis összehuzódások kórjelző értéke, Hemianaesthetikus testrészek villamos ingerelhetőségének viszonyai, Suggestiókról és a provokált paralysisről, előadás jan. 24., Perimetrikus vizsgálatok a hysterikus látóérszűkület illetőleg, előadás jan. 24., Hysteriás idegizom túlingerlékenységről, előadás máj. 25., Poliencephalitis chronica sup. esete, 1888. Klinikai és szövettani referatum a Rochus megfigyelő osztályán előfordult veszettségi esetekről, Súlyos hysteria prognosia és therapiája, előadás június 9., 1889. Castralt hyst. epilepsia esete, Monoplegia hysterica esete, Hysterias petit mal esete); a Journal d'Hygiène (1876. Az idiotismus és cretinismus elterjedése Magyarországon; térkép magyarázó szöveggel; az 1876. bruxellesi egészségügyi kiállításon elismerő oklevelet és bronz érmet nyert); a Természettudományi Közlönyben (1882. A szaglásról és szerveiről, 1886. A hypnotismusról és vele járó ideges tüneményekről, 1889. Az orvosságok távolságra hatásáról, előadás); a Pesti Hirlapban (1884. 115. sz. A hipnotismusról); a Nemzetben (1888. 198. sz. Dr. Balogh Kálmán emlékezete, A veszettségről, Karczolatok a kedély- és idegbetegek életéből, népszerű előadások); a Magyar Orvosi Archivumnak és Egészségnek is munkatársa. Cikkei részben a német és francia szakfolyóiratokban is megjelentek.

## Munkái
- Az elmegyógyintézetek túltömöttségének okai és elhárításáról. Bpest, 1875.
- Agyszövettani vizsgálatok. Uo. 1879. Két tábla rajzzal. (Értekezések a term. tud. köréből IX. 6.)
- Vizsgálatok az agy corticalis látómezejéről. Uo. 1880. (Értek. a term. tud. köréből IX. 18.)
- Az agyműködések localisatiójáról különös tekintettel az érző kéregmezőkre. Orvosegyleti előadás 1882. márcz. 2. Uo.
- Az elmebetegségek tankönyve. Kórodai vizsgálatok alapján orvosok és orvostanhallgatók számára. Kraft-Ebing R. báró után ford. Uo. 1883. Két kötet.
- Az emlékező tehetségről. Uo. 1884. (Természettud. népszerű előadások VII. 42.)
- Az idegességről. Uo. 1887. (Természettud. népszerű előadások 56.)
- Kétes elmeállapotok a törvényszék előtt. Bp, 1893. (Magyar Jogászegyleti Értekezések X. 3.) Online
- Psychiatria és büntetőjog. Bp, 1894. (Magyar Jogászegyleti Értekezések X. 11.) Online
- A gyermekek testi ápolásáról. Uo. 1891. (Többekkel együtt.)
- Jelentés dr. Sarbó Arthur irodalmi munkásságáról. Uo. 1897.
- Előadások az idegélet világából. Öt táblával és 62 képpel. Uo. 1899. (Természettudományi Könyvkiadó Vállalat)